# Fred Dewhurst
Fred Dewhurst, né le 16 décembre 1863 à Fulwood dans le Lancashire et mort le 21 avril 1895 à Preston en Angleterre, est un footballeur international anglais. Il joue attaquant (inside forward) au sein des Corithian et du Preston North End. Il est international anglais à neuf reprises et marque onze buts en équipe nationale.

## Biographie

### Carrière en club
Fred Dewhurst signe au Preston North End Football Club en 1882 et y reste jusqu'en 1890. Avec son club, il dispute la Coupe d'Angleterre de football. Il dispute la finale de la Coupe en 1888. Il marque le seul but de son équipe mais cela n'empêche pas West Bromwich Albion de l'emporter sur le score de deux buts à un.
Fred Dewhurst fait ses débuts en championnat d'Angleterre sous les couleurs du Preston North End lors de la toute première journée du tout premier championnat d'Angleterre le 8 septembre 1888. Ce jour-là Preston North End affronte et bat le Burnley Football Club sur le score de 5 buts à 2. Dewhurst marque le premier et le cinquième but de son équipe. Dewhurst fait donc partie de l'équipe qui remporte le premier championnat d'Angleterre. Il dispute cette saison-là 16 des 22 matchs de la compétition et marque 12 buts. La même année Preston North End remporte aussi la Coupe d'Angleterre en battant en finale les Wolverhampton Wanderers 3 buts à 0. Dewhurst, qui porte le brassard de capitaine, marque le premier but de son équipe. 
Alors qu'il joue régulièrement sous les couleurs de Preston avec une licence professionnelle, Dewhurst  apparait aussi régulièrement au sein du Corinthian Football Club, une formation amateure. Il y joue à 24 reprises.

### Carrière internationale
Fred Dewhurst est sélectionné à neuf reprises en équipe nationale anglaise entre 1886 et 1889. Il marque un total de onze buts pendant cette période. 
En février 1889, à l'occasion de son onzième but, il devient meilleur buteur de l'équipe d'Angleterre, en égalisant le score de Charles Bambridge et Tinsley Lindley. Il sera détenteur de ce record jusqu'en mars 1889 lorsque le même Lindley le dépassera. 
Dewhurst inscrit trois doublés au cours de sa carrière, contre l'Irlande en février 1887, le pays de Galles en février 1888, et enfin l'Écosse en mars 1888. Il est le meilleur buteur du British Home Championship 1887-1888 avec cinq buts en trois matchs.

## Palmarès
Avec Preston North End
- Championnat d'Angleterre
  - Vainqueur en 1888-1889
- Coupe d'Angleterre
  - Vainqueur en 1888-1889
  - Finaliste en 1887-1888

Avec l'équipe d'Angleterre
- British Home Championship
  - Vainqueur en 1885-1886 et 1887-1888